# Limenitis manetho
Limenitis manetho är en fjärilsart som beskrevs av Hall 1938. Limenitis manetho ingår i släktet Limenitis och familjen praktfjärilar. Inga underarter finns listade i Catalogue of Life.